# بازوی قایق

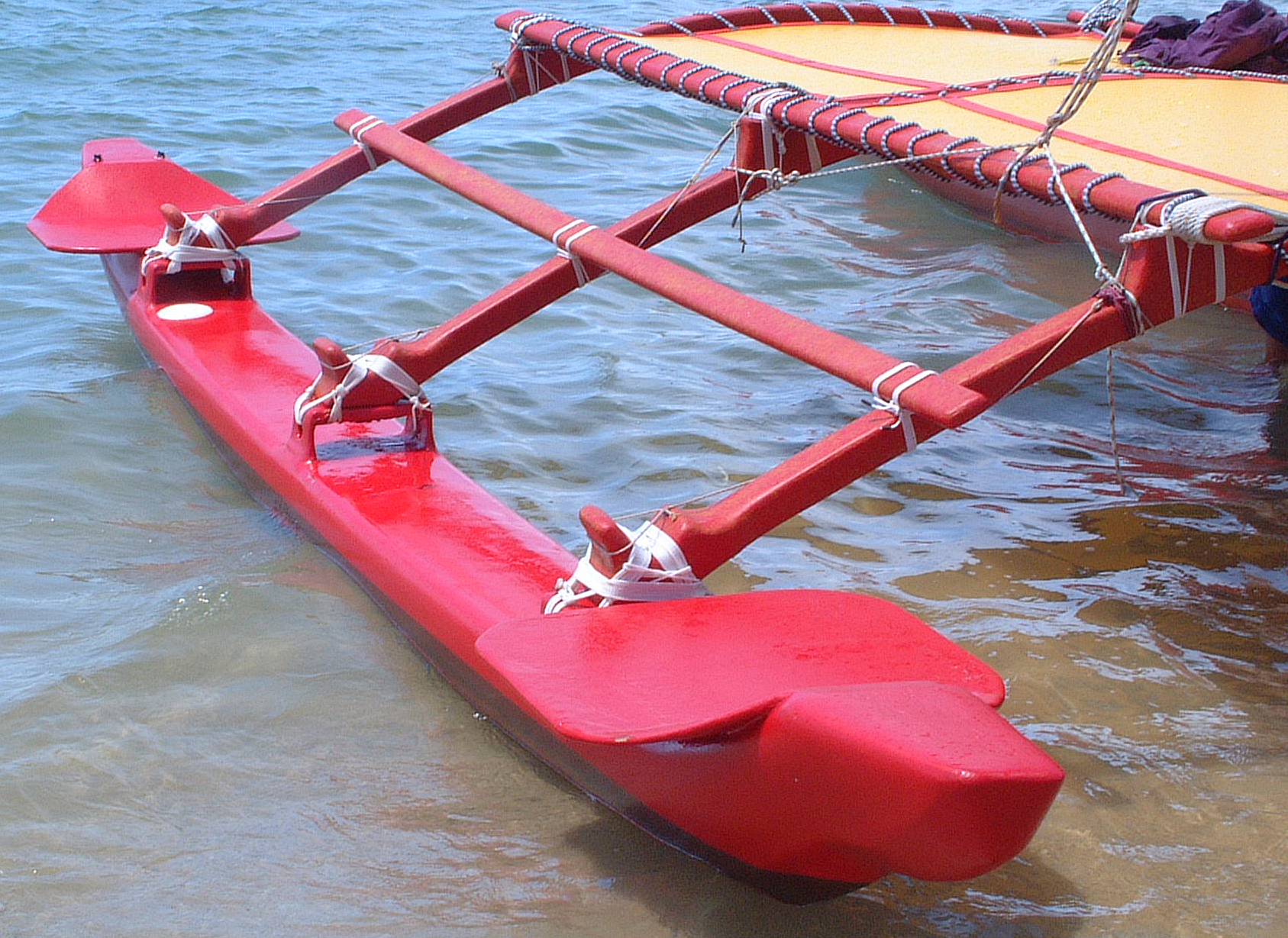
بازوی قایق روی یک کانو بادبانی امروزی در هاوایی

بازوی قایق (انگلیسی: Outrigger) ساختاری است که از کناره‌های قایق بیرون زده و بسته به نوع قایق معانی مختلفی دارد. 

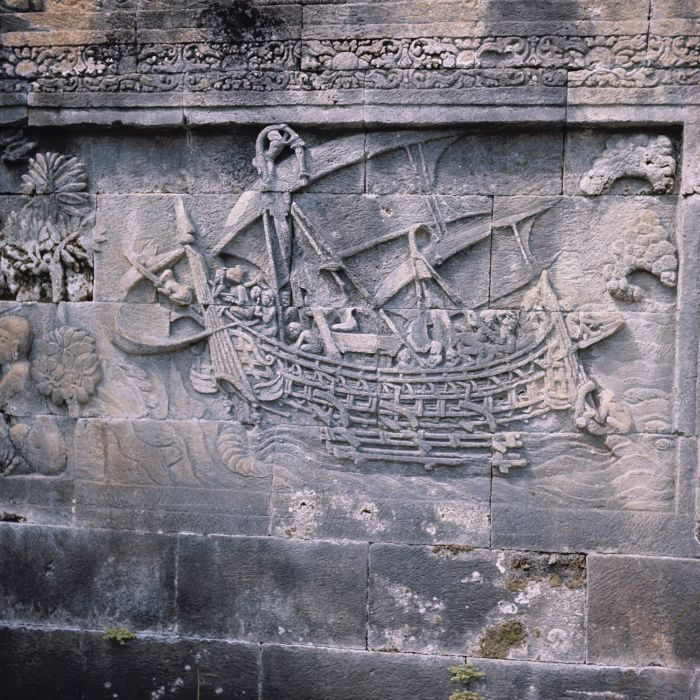
نقش برجسته معبد بوروبودور (قرن ۸ میلادی) در جاوه مرکزی، اندونزی که یک کشتی دارای بازوی قایق را نشان می‌دهد

بازوی قایق به هر نوع سازه شناوری اشاره دارد که از کناره قایق (لبه بدنه) برای افزایش پایداری قایق گسترش یافته باشد. اگر فقط یک بازو استفاده شود، معمولاً در سمت باد قرار می‌گیرد، اما همیشه این‌گونه نیست. این فناوری در اصل توسط مردم آسترونزیایی توسعه داده شد. 
دو نوع اصلی قایق با بازو وجود دارد:
- قایق‌های دوبازو (رایج در آسیای جنوب شرقی دریایی)
- قایق‌های تک‌بازو (رایج در ماداگاسکار، ملانزی، میکرونزی و پلی‌نزی).

کشتی‌های چندبدنه نیز از قایق‌های دارای بازو مشتق شده‌اند.

## بازوی قایق در قایق‌های بادبانی و کانو
در کانوهای دارای بازو و قایق‌های بادبانی مانند پروآ (Proa)، بازوی قایق به بدنه‌ای نازک، بلند و مستحکم اشاره دارد که برای تثبیت بدنه اصلی استفاده می‌شود. بازو به‌صورت موازی و محکم در کنار بدنه اصلی قرار می‌گیرد تا احتمال واژگونی قایق کاهش یابد. اگر فقط یک بازو وجود داشته باشد، وزن آن تمایل به واژگونی در یک جهت را کاهش داده و شناوری آن تمایل در جهت مخالف را خنثی می‌کند.

## بازوی قایق در قایق‌های بادبانی دارای مازه
در قایق‌های بادبانی دارای مازه (بیس)، «بازوی قایق» به سازه‌های مختلفی اشاره دارد که برای اتصال تجهیزات بادبانی (مانند طناب‌های کنترل بادبان) خارج از محدوده عرضی بدنه استفاده می‌شود. قوانین مسابقات قایقرانی معمولاً این بازوها را ممنوع می‌کنند، مگر اینکه به‌طور خاص در برخی کلاس‌های قایق مانند IMOCA Open 60 (استفاده‌شده در مسابقات بزرگ دریایی) مجاز باشند.

## استفاده در ماهیگیری
در ماهیگیری با قایق‌ها، بازوی قایق یک یا چند میله است که به قایق‌ها اجازه می‌دهد تعداد بیشتری نخ ماهیگیری را بدون درهم‌تنیدگی در آب استفاده کنند و حرکت یک گروه ماهی را شبیه‌سازی کنند.

## استفاده در قایق‌های پارویی
در قایق‌های پارویی، بازوی قایق (یا بازوی پارو) چارچوبی مثلثی است که نگهدارنده پارو را در فاصله‌ای دورتر از بدنه قرار می‌دهد تا اهرم بهتر و کارآمدتری برای پارو زدن فراهم شود. بازوهای چوبی در حدود قرن ۷ یا ۶ پیش از میلاد در کشتی‌های جنگی یونان و بعدها در گالی‌های ایتالیایی در حدود سال ۱۳۰۰ میلادی ظاهر شدند.
هری کلاسپِر (۱۸۱۲–۱۸۷۰)، قایقران حرفه‌ای بریتانیایی، استفاده از نسخه مدرن بازوی فلزی لوله‌ای را رایج کرد. این نسخه به دلیل مزایای فیزیولوژیکی و ارگونومیکی، در مسابقات قایقرانی پذیرفته شد.
در دهه‌های اخیر، برخی تولیدکنندگان قایق‌های مسابقه‌ای، بازوهای بال‌مانند را طراحی کرده‌اند که به شکل قوس‌های تقویت‌شده یا ساختارهای لوله‌ای تخت شبیه به بال هواپیما هستند و جایگزین سازه‌های مثلثی سنتی شده‌اند.